# Чивэнь
Чивэнь или Чжи-вэнь или Чжун-вэнь, также Чивэй (китайск. 蚩吻) — безрогий дракон с большими губами и коротким рыбьим телом.

## Этимология
Название этого дракона является чивэнь (蚩吻), от соединения чи (蚩; 'безрогий дракон) и вон (吻; «Пасть»).

## Описание
Чивэнь любит заглатывать предметы и смотреть вдаль. Является поглотителем злых духов, он охраняет дом от зла и бушующей стихии огня, воды, ветра. Располагается на коньках крыш императорских дворцов, а иногда и простых домов. Использовался ещё династией Хань (206 до н. э.-220), чтобы защитить дом от воспламенения. По легенде, Чивэнь живёт в море.